# Дорис-ду-Риу-Прету
Дорис-ду-Риу-Прету (порт. Dores do Rio Preto)  —  муниципалитет в Бразилии, входит в штат Эспириту-Санту. Составная часть мезорегиона Юг штата Эспириту-Санту. Входит в экономико-статистический  микрорегион Алегри. Население составляет 6870 человек на 2006 год. Занимает площадь 153,106 км². Плотность населения — 44,9 чел./км².

## Статистика
- Валовой внутренний продукт на 2003 составляет 23.857.662,00 реалов (данные: Бразильский институт географии и статистики).
- Валовой внутренний продукт на душу населения на 2003 составляет 3.638,50 реалов (данные: Бразильский институт географии и статистики).
- Индекс развития человеческого потенциала на 2000 составляет 0,769 (данные: Программа развития ООН).

## География
Климат местности: горный тропический. В соответствии с классификацией Кёппена, климат относится к категории Cwb.